# Klong Puje
Die Klong Puje (Thai: กลองปูเจ๋, sprich: [kloŋ puːt͡ɕěː]) ist eine lange, schmale Röhrentrommel, die in Nordthailand gespielt wird.
Der hintere Teil der Trommel ist meistens attraktiv in Ringen geschnitzt. Der Resonanzkörper besteht aus weichem Holz, um das Gewicht zu minimieren. Auch ist ein Schultergürtel angebracht, damit der Spieler bei Prozessionen die Trommel mit der Hand spielen kann.
Die Klong Puje wird in Ensembles während religiöser Veranstaltungen verwendet.